# Muizenval van Cayley
De muizenval is een kaartspel dat bedacht is door de Engelse wiskundige Arthur Cayley.
Een stel kaarten wordt eerst genummerd van 1 tot en met {\displaystyle n} (dertien in Cayleys oorspronkelijke artikel) en daarna willekeurig in een kring neergelegd met het nummer zichtbaar. De speler begint vanaf de eerst neergelegde kaart de kaarten te tellen (1, 2, 3, ...) en gaat daarbij de kring rond. Als de telling van de speler overeenkomt met het getal op de kaart, wordt de kaart uit de kring verwijderd. De speler gaat door met de volgende kaart en begint opnieuw bij 1 te tellen. Als de speler er zo in slaagt alle kaarten uit de kring te verwijderen, wint zij/hij het spel. Maar als de telling {\displaystyle n+1} bereikt en er liggen nog steeds kaarten in de kring, is het spel verloren.
Het aantal manieren om n kaarten neer te leggen met ten minste één kaart op de juiste plaats bedraagt 1, 1, 4, 15, 76, 455, ... voor {\displaystyle n=1,2,3,4,5,6,\ldots } Dit is rij A002467 van de Online Encyclopedia of Integer Sequences.

## Spelverloop met vier kaarten
In de tabel staat voor vier kaarten ({\displaystyle n=4}) het spelverloop voor de volgordes die beginnen met de kaart met een 1. Andere volgordes verlopen analoog.
| Volgorde | Verwijderde kaarten |
| 1 2 3 4  | 1                   |
| 1 2 4 3  | 1 3 4 2             |
| 1 3 2 4  | 1 2                 |
| 1 3 4 2  | 1                   |
| 1 4 2 3  | 1 2 3 4             |
| 1 4 3 2  | 1 4 2 3             |